# 別府十湯
別府十湯（べっぷじっとう）は、大分県別府市と由布市にまたがる地域（旧国豊後国速見郡）に点在する複数の温泉地を総称した呼称。かつて用いられていたものであり、現在は代わりに別府八湯（べっぷはっとう）の呼称が用いられている。

## 歴史
速見の湯として神話に登場するなど豊後国速見郡には古代より豊富な温泉が湧き出し複数の温泉地が発達していたが、大正時代までには、旧別府町の別府温泉、旧浜脇町の浜脇温泉、旧石垣村の観海寺温泉、堀田温泉、旧朝日村の明礬温泉、鉄輪温泉、旧亀川町の柴石温泉、亀川温泉、旧北由布村の由布院温泉、塚原温泉の10か所が由布岳・鶴見岳の周囲に点在する主要な温泉地とされ、それらを総称して別府十湯と呼ばれるようになっていた。別府三勝、別府八景、奥別府十勝などと並ぶ別府周辺の観光開発のキーワードであり、その名は広く知られていた。
しかしながら、1906年（明治39年）4月1日の別府町と浜脇町の合併や、1924年（大正13年）4月1日の別府市の市制施行、1935年（昭和10年）9月4日の石垣村・朝日村・亀川町の別府市への編入等により現在の別府市の市域が定まってくると、北由布村（現在の由布市）にある由布院温泉と塚原温泉を除き、鶴見岳の東斜面の現在の別府市内に点在する残りの8か所の温泉地を指して別府八湯の呼称が用いられるようになっていった。
由布院温泉と塚原温泉は、別府十湯から外れた後も別府の奥座敷としての観光アピールがなされ、別府から足を伸ばす観光客も多い（湯布院温泉郷も参照）。
また、浜脇町と別府町が合併した頃の別府の民謡の中に「別府郊外八湯」という呼び方が使われていた。別府郊外八湯とは、別府十湯から別府温泉と浜脇温泉をのぞいたものである。しかし、市区改正により市街地が碁盤の目に整備され、さらに観光開発や宅地開発により市街地が拡大し、鉄輪温泉周辺や亀川温泉周辺は「郊外」とはいえなくなったため、この「別府郊外八湯」という呼称はめったに用いられなくなった。

## 広辞苑
2005年6月には、『広辞苑』第五版の「別府」の項目に旧名の別府十湯の名が掲載されていたため、別府観光協会が事実誤認であるとして広辞苑側に抗議を行った。2008年1月に発行された『広辞苑』第六版では、「別府」の項目から別府十湯という記載が削除されている。ただし、別府八湯についての記載は加えられていない。